# Luis Miguel Dominguín
Luis Miguel Dominguín, nome artístico de Luis Miguel González Lucas (Madrid, 9 de novembro de 1926 — San Roque, Cádiz, 8 de maio de 1996) foi um matador de touros espanhol.
Filho de Domingo González Mateos (Domingo Dominguín) e irmão de Domingo e de Pepe Dominguín, todos matadores de touros, herdou do pai o apodo Dominguín, e foi, de entre os três irmãos, o que mais popularidade deu a essa saga. Seria também tio avô de Francisco e Cayetano Rivera Ordóñez, também matadores de touros, netos da sua irmã Carmen González, casada com Antonio Ordóñez. Do seu casamento com a atriz italiana Lucia Bosé, foi pai do cantor Miguel Bosé e da designer de moda Paola Dominguín; avô da manequim Bimba Bosé e do manequim e ator Nicolás Coronado.

## Biografia
Considerado um dos mais bem sucedidos toureiros do século XX, e das décadas de 1940 e 50 em particular, foi em Portugal que Luis Miguel atuou pela primeira vez em público, numa novilhada realizada na Praça de Touros do Campo Pequeno, em Lisboa, tinha então apenas 12 anos de idade. Aos 14, em campanha na Colômbia, onde fez parte do seu percurso de novilheiro, tomou a sua primeira alternativa, na praça de Bogotá, em 23 de novembro de 1941.
A alternativa oficial viria Dominguín a recebê-la em Espanha, aos 18 anos, na tarde de 2 de agosto de 1944, na praça de A Coruña, sendo padrinho Domingo Ortega e o irmão Domingo a testemunha; o toiro chamava-se Cuenco e pertencia à ganadaria de Samuel Hermanos. A confirmação em Las Ventas, Madrid, ocorreu em 14 de junho de 1945, ocasião em que foi apadrinhado pelo mítico Manolete e foi testemunha Pepe Luis Vázquez; agora com o toiro Secretario, de Antonio Pérez.
Rival de Manolete nos primeiros anos da sua carreira, Dominguín era um dos companheiros de cartel na tarde de 29 de agosto de 1947, em Linares, na qual faleceu o mítico toureiro de Córdoba. Nos anos seguintes passaria à história a sua rivalidade com Antonio Ordóñez (casado com a irmã de Luis Miguel, Carmina), que inspiraria um ensaio de Ernest Hemingway, com o título The Dangerous Summer, publicado parcialmente na revista Life, em 1960, e em versão integral em 1985.
Toureiro de mando e poder, ambicioso e conhecedor, luzia mais com a muleta do que com o capote. Logrou encabeçar o escalafón
espanhol em 1948 com o extraordinário número de 100 corridas toureadas. Quase repetiu o feito em 1951, com 98 corridas. Saiu várias vezes pela Puerta Grande de Las Ventas. Retirou-se en 1961, voltou em 1971 e em 1973 retirou-se definitivamente.
Um dos aspetos da vida de Dominguín mais tratadas pela imprensa da época foram as suas relações amorosas. Há notícias de romances sucessivos com atrizes de Hollywood — María Félix, Ava Gardner, Lana Turner, Rita Hayworth, Marta Alban, Lauren Bacall, Cecilia Albéniz, Miroslava Stern e Romy Schneider. Em 1 de março de 1955, o matador acabaria por casar com a atriz Lucia Bosé. Casou civilmente em Las Vegas, mas confirmou o casamento pela Igreja Católica em Espanha, a 16 de outubro do mesmo ano. Depois do casamento, o casal teve três filhos: Miguel Bosé, um destacado cantor, Lucía e Paola Dominguín, que chegou a ser atriz e é hoje designer de moda. Seria ainda avô da manequim Bimba Bosé e do manequim e ator Nicolás Coronado.
Outro dos aspetos relevantes da vida pública de Luis Miguel Dominguín foi a sua relação com o poder político e o mundo das artes. Relacionando-se com o general Francisco Franco e os políticos do franquismo, Dominguín era ao mesmo tempo próximo de algumas das principais figuras da oposição ao franquismo; desde logo o seu irmão Domingo era um importante militante do Partido Comunista Espanhol, e a sua mulher, Lucia Bosé, era simpatizante do Partido Comunista Italiano. Conta-se que, por causa das suas amizades com opositores ao franquismo e pelo facto de se dizer que Luis Miguel ajudava o irmão Domingo a sustentar as famílias dos presos políticos, o general Franco terá um dia questionado a Luis Miguel, afinal, qual dos três irmãos Dominguín era comunista, ao que Luis Miguel terá respondido, com a altivez que o caracterizava: «Los trés».
Terá sido graças à intervenção de Dominguín que o general Franco autorizou o regresso de Picasso a Espanha, depois de um exílio de muitos anos em França. A pedido do pintor, Dominguín foi autor do prólogo do livro de obras de Picasso dedicadas à tauromaquia, Toros y toreros, publicado pela primeira vez em França, em 1961, onde se inclui também um estudo de Georges Boudaille. Rafael Alberti celebrou a amizade dos três (Picasso, Dominguín e o próprio Alberti) num poema dedicado a Luis Miguel que começava assim:
| “ | Vuelvo a los toros por ti, yo, Rafael. Por ti, al ruedo. ¡Ay con más años que miedo! Luis Miguel. ¡Oh, gran torero de España!, ¡Qué cartel! Qué imposible y gran corrida, la más grande de tu vida, te propongo, Luis Miguel. Tú, el único matador, rosa picassiano y oro; Pablo Ruiz Picasso, el toro, y yo, el picador | ” |

.